# Nina Derwael
Nina Derwael, född 26 mars 2000 i Sint-Truiden, är en belgisk gymnast.

## Karriär
Vid sommar-OS 2020 tog Derwael guld i barr. Vid VM 2018 och VM 2019 tog hon guld i samma disciplin. Derwael har även tagit EM-guld i barr åren 2017 och 2018.